# Huang Ming-Te
Huang Ming-Te es un deportista taiwanés que compitió en taekwondo. Ganó una medalla de oro en el Campeonato Asiático de Taekwondo de 1980, en la categoría de –78 kg.

## Palmarés internacional
| Representando a China Taipéi |                 |                |           |
| Campeonato Asiático          |                 |                |           |
| Año                          | Lugar           | Medalla        | Categoría |
| 1980                         | Taipéi (Taiwán) | Medalla de oro | –78 kg    |